# HMCS Long Branch (K487)
HMCS Long Branch (K487) je bila korveta izboljšanega razreda Flower, ki je med drugo svetovno vojno plula pod zastavo Kraljeve kanadske vojne mornarice.

## Zgodovina
Ladja je bila grajena za britansko Kraljevo vojno mornarico in krščena HMS Candytuft (K487), pred končanjem pa so jo predali Kraljevi kanadski vojni mornarici, ki jo je preimenovala. Po vojni leta 1947 so ladjo prodali in jo preuredili v trgovsko ladjo Rexton Kent II.